# White Light/White Heat
White Light/White Heat är The Velvet Undergrounds andra studioalbum, släppt i januari 1968. Det var gruppens sista med originalmedlemmen John Cale.
Gruppens första album The Velvet Underground and Nico var mycket omdiskuterat när det kom för sina vågade texter och sitt mörka sound. Det här albumet är ännu en bra bit mörkare och mycket råare än den skivan. Öppnar albumet gör titelspåret som handlar om amfetamin och känslan av att få det i kroppen, på ett nästan positivt sätt. Avslutar albumet gör den skrämmande råa "Sister Ray" som i sjutton minuter handlar om sex, våld, död, droger och rock'n'roll. Det spåret brukar räknas som gruppens mest extrema och råa inspelning.
Skivan blev ingen kommersiell framgång 1968, men lyckades ändå snudda försäljningslistan Billboard 200 i USA där den nådde plats 199. Rolling Stone medtog albumet 2003 i listan The 500 Greatest Albums of All Time på plats 293.

## Låtlista
Sida ett
1. "White Light/White Heat" (Lou Reed) - 2:47
2. "The Gift" (Lou Reed/Sterling Morrison/John Cale/Maureen Tucker) - 8:19
3. "Lady Godiva's Operation" (Lou Reed) - 4:56
4. "Here She Comes Now" (Lou Reed/Sterling Morrison/John Cale/Maureen Tucker) - 2:04

Sida två
1. "I Heard Her Call My Name" (Lou Reed) - 4:38
2. "Sister Ray" (Lou Reed/Sterling Morrison/John Cale/Maureen Tucker) - 17:27

## Medverkande
- John Cale - orgel, bas, elektrisk viola, sång
- Sterling Morrison - gitarr, bas, sång
- Lou Reed - sång, gitarr, piano
- Maureen Tucker - percussion

## Fotnoter
1. ↑  https://www.billboard.com/music/the-velvet-underground/chart-history
2. ↑  https://www.rollingstone.com/music/music-lists/500-greatest-albums-of-all-time-156826/bob-dylan-and-the-band-the-basement-tapes-30932/